# Arba
Arba (friuli nyelven Darbe, helyi nyelvjárásban Darba) település Olaszországban, Friuli-Venezia Giulia régióban, Pordenone megyében. Lakosainak száma 1260 fő (2023. január 1.). Arba Cavasso Nuovo, Maniago, Spilimbergo, Fanna, Sequals és Vivaro községekkel határos.

## Népesség
A település népességének változása:
| Lakosok száma | 1289 | 1278 | 1260 |
|               | 2017 | 2018 | 2023 |